# Panko Kozar
Panko Kozar, cyrilicí Панько Козар, byl rakouský politik rusínské (ukrajinské) národnosti z Haliče, během revolučního roku 1848 poslanec Říšského sněmu.

## Biografie
Roku 1849 se uvádí jako Panko Kozar, hospodář v obci Bojanec (Bojaniec).
Během revolučního roku 1848 se zapojil do veřejného dění. Ve volbách roku 1848 byl zvolen i na ústavodárný Říšský sněm. Zastupoval volební obvod Žovkva. Tehdy se uváděl coby hospodář. Náležel ke sněmovní pravici. Patřil mezi ukrajinské poslance.